# Харам
Харам (на арабски: حرام) е термин, означаващ действия или предмети, експлицитно забранени в рамките на мюсюлманското юридическо право. Конкретната преценка, какво е харам, се определя на базата на тълкуването на Корана и хадиси и може да се различава в интерпретациите на различни правни школи на исляма (мазхаби). Извършването на харам е
наказуемо.

## Забранени действия
Харам са действията, които нанасят вреда. Различават се два вида забрани:
- Харам зулми – действието нанася вреда на друг човек (убийство, кражба)
- Харам гайри зулми – вредата се нанася на извършващия действието човек (хазарт, употреба на алкохол).[3][4]

Поведението, което е харам, включва:
1. Икономически и финансови области: лихварство, хазарт, измама, спекулативни инвестиции или експлоатация на други.
2. Незаконни действия: измама, кражба, нанасяне на физическа или емоционална вреда на други.
3. Морални и социални аспекти: прелюбодеяние, блудство, хомосексуализъм и нескромност.[5]

## Забранени храни
Различават се следните основания за харам:
- Вредни за здравето продукти, например отровни растения.
- Опияняващи и упойващи вещества като алкохол и наркотици.
- Нечисти и предизвикващи отвращение суровини.
- Незаконно придобити храни.[6]

Списък на забранени храни:
1. Свинско месо и продукти от него.
2. Мърша.
3. Кръв и продукти от нея.
4. Алкохол и наркотици.
5. Животни, заклани без спазването на ислямския начин (забихе).
6. Хищни животни и птици
7. Влечуги и насекоми

Като изключение, в случаи на необходимост (глад или липса на подходяща храна), мюсюлмани могат да консумират продукти, които са харам, за да поддържат живота си.